# Margravi di Lusazia
Il margraviato di Lusazia fu creato nel 965 dalla Marca Geronis, fu amministrato da vari signori feudali sassoni e faceva parte del Sacro Romano Impero. Il dominio della marca fu molto spesso oggetto di disputa e fu rivendicato anche dai sovrani polacchi. 

## Margravi della Marca orientale sassone

### 937-965
- Gero I (937-965)

## Margravi di Lusazia

### 965-1303
- Odo I (965-993)
- Gero II (993-1015) → dal 1002 solo nella parte più occidentale
- Tietmaro (1015-1030) → dal 1015 solo nella parte più occidentale
- Odo II (1030-1032) → fino al 1031 solo nella parte più occidentale
- Boleslao I di Polonia (1002-1025)
- Mieszko II di Polonia (1025-1031)
- Teodorico I (1032-1034)
- Eccardo di Meißen (1034-1046)
- Dedo I (1046-1069)
- Dedo II (1069-1069)
- Dedo I (di nuovo) (1069-1075)
- Vratislao II di Boemia (1076-1081)
- Enrico I (1081-1103)
- Enrico II (1103-1123)
- Wiprecht di Groitzsch (1123-1124)
- Alberto l'Orso (1124-1131)
- Enrico III (1131-1135)
- Corrado I (1136-1156)  anche margravio di Meißen dal 1123
- Teodorico II (1156-1185) figlio di Corrado, titolare del margraviato di Landsberg
- Dedo III (1185-1190)
- Corrado II (1190-1210)

#### Margravi di Meißen
- Teodorico III (1210-1221)
- Enrico IV (1221-1288)

Enrico separa una porzione della marca per creare il margraviato di Landsberg per il figlio minore Teodorico di Landsberg, padre di Federico Tuta.

#### Margravi di Landsberg
- Federico Tuta (1288) nipote di Enrico IV
- Teodorico IV (1288-1303) nipote di Enrico IV

Teodorico IV vendette la marca di Lusazia nel 1303 alla linea degli ascanidi della marca di Brandeburgo. Dopo l'estinzione degli Ascanidi del Brandenburgo nel 1319, la marca venne sezionata e una parte affidata al duca Rodolfo di Sassonia e a Enrico di Jauer, duca di Kawor in Slesia, mentre la parte più sostanziosa fu conferita nel 1323-28 dai Wittelsbach, che con Ludovico il Bavaro erano dal 1314 detentori del titolo imperiale e quindi signori feudali della marca, ai Wettin. Nel 1367 Ottone V di Baviera vendette la marca al Regno di Boemia, dove rimase fino al 1635. 

#### Margravi del Brandeburgo
- Ottone I (1303-1308)
- Valdemaro (1308-1319) linea estinta, Lusazia acquisita dall'imperatore Ludovico IV
- Ludovico I (1319-1323)
- Ludovico II (1323-1351)
- Ludovico III (1351-1365)
- Ottone II (1365-1367)

### 1367-1635
Il re boemo Carlo I, dal 1355 l'imperatore Carlo IV del Sacro Romano Impero, incorporò la Lusazia nella corona boema nel 1367, rimanendo margravi di quelle terre fino alla pace di Praga del 1635. Durante questo periodo, i re di Boemia furono quindi anche i margravi di Lusazia. 
- Carlo I (1367-1378)
- Vanceslao di Lussemburgo (1378-1419)
- Sigismondo (1420-1437)
- Alberto II d'Asburgo (1438-1439)
- Ladislao il Postumo (1440-1457)
- Giorgio di Boemia (1457-1471)
- Mattia Corvino (1469-1490) → come anti-re solo nei paesi vicini della Boemia, tra cui la Lusazia
- Ladislao II di Boemia (1471-1516)
- Luigi IV (1516-1526)
- Ferdinando I d'Asburgo (1526-1564)
- Massimiliano d'Asburgo (1564-1576)
- Rodolfo d'Asburgo (1576-1611)
- Mattia d'Asburgo (1611-1619)
- Federico II del Palatinato (1619-1620 / 1621)
- Ferdinando II d'Asburgo (1620 / 21-1635)

### 1635-1815
Con la pace di Praga, il margraviato fu dato all'elettore di Sassonia, che rimase un'area indipendente. Dal 1657 appartenne ai duchi di Sassonia-Merseburg e ricadde nelle mani dell'elettore di Sassonia nel 1738 con l'estinzione della linea maschile dei duchi di Sassonia-Merseburg. 
- Giovanni Giorgio I di Sassonia (1635-1656)
- Cristiano I di Sassonia-Merseburg (1656-1691)
- Cristiano II di Sassonia-Merseburg (1691-1694)
- Cristiano III Maurizio di Sassonia-Merseburg (1694-1694), sotto l'amministrazione dell'elettore Federico Augusto I di Sassonia e sotto la tutela di sua madre Erdmute Dorotea di Sassonia-Zeitz
- Maurizio Guglielmo di Sassonia-Merseburg (1694-1731), fino al 1712 sotto l'amministrazione dell'elettore Federico Augusto I di Sassonia e sotto la tutela di sua madre Erdmute Dorotea di Sassonia-Zeitz
- Enrico di Sassonia-Merseburg (1731-1738)

- Federico II di Sassonia (1738-1763)
- Federico Cristiano di Sassonia 1763
- Federico Augusto III di Sassonia il Giusto (1763-1806)

## Scioglimento del margraviato
Con risoluzione del congresso di Vienna del 1815, il margraviato di Lusazia fu annesso al Regno di Prussia e quindi sciolto formalmente. Il loro territorio andò a formare la provincia di Brandeburgo. 